# Слабченко Михайло Єлисейович
Миха́йло Єлисе́йович Сла́бченко  (* 21 (9) липня 1882, Нерубайські хутори, нині с. Нерубайське, Біляївський район, Одеська область — † .27 листопада 1952, Первомайськ) — український історик і правник, академік ВУАН. Батько Тараса Слабченка.

## Життєпис
Народився в селянській родині. Через мізерні статки батьків дитинство провів у великих злиднях, рано почав працювати на місцевих каменоломнях. З великими труднощами вступив до  Імператорського Новоросійського університету на історичне відділення історико-філологічного факультету, а згодом перейшов на юридичний факультет.
Брав активну участь в українському революційному рухові, як член студентських громад, РУП (1903), УСДРП (1906—1918).
По закінченні історико-філологічного та юридичного факультетів Новоросійського університету  й Військово-юридичної академії в Петербурзі залишений при Новоросійському університеті й 1911 дістав наукове відрядження до Німеччини для завершення магістерської дисертації.
В 1912 році повернувся до Росії. В роки Першої світової війни проходив військову службу у званні штабс-капітана.
В 1918 році працював приват-доцентом Українського університету в Києві й Кам'янці-Подільському, в 1919  році— доцентом Новоросійського університету, в 1920—1929 роках — професором Одеського інституту народної освіти та інших вищих шкіл в Одесі, був керівником Одеської філії кафедри історії України в Харкові (з 1926).
1919—1922 — організатор та директор Одеського українського театрального інституту імені Кропивницького.
В 1929 році обраний дійсним членом (академіком) Всеукраїнської Академії наук (ВУАН)
Діяльність Слабченка була обірвана у січні 1930 року, коли його було заарештовано, засуджено на процесі «Спілки визволення України» 19 квітня 1930 року. До 1933 року знаходився в Ярославському політізоляторі, а потім був засланий на Соловки. Термін ув'язнення відбував в Саватіївському ізоляторі, який знаходився у скиті й церкві святого Саватія на Великому Соловецькому острові.
По закінченню терміну ув'язнення з січня 1936 року працював бухгалтером тресту «Апатит» (Кіровськ Ленінградської області), проте незабаром переїхав у Первомайськ Одеської (нині Миколаївської) області, де мешкав його син Тарас з невісткою Марією Олексіївною, онуком-немовлятком Юрієм і його колишньою дружиною Людмилою Іванівною.
На початку жовтня 1937 року сина Тараса заарештовано і 28 жовтня того ж року розстріляно. Самого Михайла Слабченка ще на 10 років позбавили волі (перебував у Петрозаводську).
У 1942 році з'явилась остання друкована праця вченого — невеличка замітка «Проложное сообщение о предлетописной Руси» («Исторический Журнал», 1942, ч. 7).
В 1947 році повернувся до Первомайська. Деякий час працював вчителем в школах міста, викладав французьку мову.
В 1948—1949 роках — інспектор міського відділу народної освіти.
На загальноміській учительській конференції в серпні 1949 року секретар Первомайського міськкому КП(б)У І. І. Ємець у своєму виступі назвав колишнього академіка «фашистом і політичним трупом». За цим було звільнення з роботи.
1950 року побував в Одесі, де зустрівся з своїм учнем С. М. Ковбасюком, проректором університету, хотів влаштуватись в Одесі, але йому було відмовлено.
Останні роки провів у важких злиднях. Помер на вулиці поблизу пішохідного переходу через залізничні колії станції Голта 27 листопада 1952 року. За спогадами його учениці Антоніни Григорівни Лавріненко, Людмила Іванівна його пережила, намагалась передати його останні наукові роботи в Одеський університет, але їй порадили передати рукописи до Академії наук. Про подальшу долю цих рукописів їй невідомо.
Похований на старому кладовищі по вулиці Одеській в Первомайську, але точне місце знаходження могили невідоме.

## Наукова діяльність
Його наукова діяльність охоплювала майже всі періоди історії України, Є автором 13 великих праць і понад 200 наукових статей (зокрема в «Записках наукового товариства імені Шевченка», виданних ВУАН). Основні статті присвячені історії права та господарства Гетьманщини й Запоріжжя XVII—XVIII ст.
Статті були пов'язані з нарисами соціально-правної та економічної історії України як новітньої (головна праця: «Матеріали до економічно-соціальної історії України 19 ст.», тт. І-II, 1925—1927), так і давньої («Феодалізм в Україні», 1929) доби.
Засновник одеського осередку української історичної науки, з якого вийшла низка поважних дослідників історії та економіки України й усієї Східної Європи (Ізраїль Бровер, Олександр Варнеке, С. Ковбасюк, О. Погребинський, Н. Рубінштейн, Т. Слабченко та інші)

### Головні роботи
- «Малорусский полк» (1909)
- «Опыты по истории права Малороссии» (1911)
- «Протокол отпускных писем за гетмана Д. Апостола 1728 г.» (1913)
- «Центральные учреждения Украины 17-18 ст.» (1918)
- «Про судівництво в Україні» (1920)
- Капітальна праця «Господарство Гетьманщини 17-18 ст.», тт. І-IV (1922–1928)
- «Соц.-правова організація Січі Запорозької» (1927)

## Вшанування пам'яті
Ім'ям Академіка Михайла Слабченка названо вулиці у місті Первомайську, у селах Мигія Первомайського району Миколаївської області і Нерубайське Одеського району Одеської області.